# Bilan saison par saison des Mavericks de Dallas

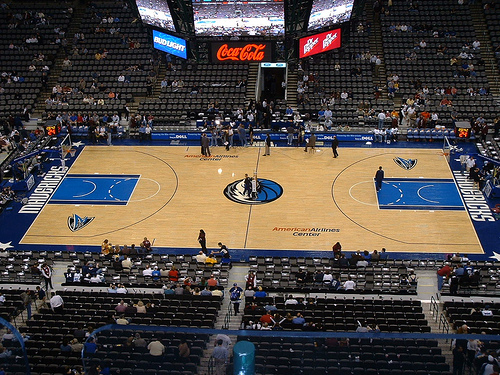
L'American Airlines Center est l'arène des Mavericks.

Le tableau suivant est un bilan saison par saison des Mavericks de Dallas avec les performances réalisées par la franchise depuis sa création en 1980.
| Saison            | Équipe           | Conférence       | Conférence       | Division         | Division         | Saison régulière | Saison régulière | Saison régulière | Playoffs | Entraîneur principal        | Réf.        |
| Saison            | Équipe           | Conférence       | Conférence       | Division         | Division         | V                | D                | PCT              | Playoffs | Entraîneur principal        | Réf.        |
| ----------------- | ---------------- | ---------------- | ---------------- | ---------------- | ---------------- | ---------------- | ---------------- | ---------------- | --- | --------------------------- | ----------- |
| Dallas Mavericks. |                  |                  |                  |                  |                  |                  |                  |                  | |                             |             |
| 1980-81           | 1980-81          | Ouest            | 12e              | Midwest          | 6e               | 15               | 67               | 18,3%            | - | Dick Motta                  | [ 1 ]       |
| 1981-82           | 1981-82          | Ouest            | 10e              | Midwest          | 5e               | 28               | 54               | 34,1%            | - | Dick Motta                  | [ 2 ]       |
| 1982-83           | 1982-83          | Ouest            | 8e               | Midwest          | 4e               | 38               | 44               | 46,3%            | - | Dick Motta                  | [ 3 ]       |
| 1983-84           | 1983-84          | Ouest            | 4e               | Midwest          | 2e               | 43               | 39               | 52,4%            | Victoire au premier tour (Seattle, 3-2) Défaite en demi-finale de conférence (L.A. Lakers, 1-4)                                                                                                | Dick Motta                  | [ 4 ]       |
| 1984-85           | 1984-85          | Ouest            | 4e               | Midwest          | 3e               | 44               | 38               | 53,7%            | Défaite au premier tour (Portland, 1-3) | Dick Motta                  | [ 5 ]       |
| 1985-86           | 1985-86          | Ouest            | 4e               | Midwest          | 3e               | 44               | 38               | 53,7%            | Victoire au premier tour (Utah, 3-1) Défaite en demi-finale de conférence (L.A. Lakers, 2-4)                                                                                                   | Dick Motta                  | [ 6 ]       |
| 1986-87           | 1986-87          | Ouest            | 2e               | Midwest          | 1er              | 55               | 27               | 67,1%            | Défaite au premier tour (Seattle, 1-3) | Dick Motta                  | [ 7 ]       |
| 1987-88           | 1987-88          | Ouest            | 3e               | Midwest          | 2e               | 53               | 29               | 64,6%            | Victoire au premier tour (Houston, 3-1) Victoire en demi-finale de conférence (Denver, 4-2) Défaite en finale de conférence (L.A. Lakers, 3-4)                                                 | John MacLeod                | [ 8 ]       |
| 1988-89           | 1988-89          | Ouest            | 9e               | Midwest          | 4e               | 38               | 44               | 46,3%            | - | John MacLeod                | [ 9 ]       |
| 1989-90           | 1989-90          | Ouest            | 6e               | Midwest          | 3e               | 47               | 35               | 57,3%            | Défaite au premier tour (Portland, 0-3) | John MacLeod Richie Adubato | [ 10 ]      |
| 1990-91           | 1990-91          | Ouest            | 12e              | Midwest          | 6e               | 28               | 54               | 34,1%            | - | Richie Adubato              | [ 11 ]      |
| 1991-92           | 1991-92          | Ouest            | 12e              | Midwest          | 5e               | 22               | 60               | 26,8%            | - | Richie Adubato              | [ 12 ]      |
| 1992-93           | 1992-93          | Ouest            | 13e              | Midwest          | 6e               | 11               | 71               | 13,4%            | - | Richie Adubato Gar Heard    | [ 13 ]      |
| 1993-94           | 1993-94          | Ouest            | 13e              | Midwest          | 6e               | 13               | 69               | 15,9%            | - | Quinn Buckner               | [ 14 ]      |
| 1994-95           | 1994-95          | Ouest            | 10e              | Midwest          | 5e               | 36               | 46               | 43,9%            | - | Dick Motta                  | [ 15 ]      |
| 1995-96           | 1995-96          | Ouest            | 12e              | Midwest          | 5e               | 26               | 56               | 31,7%            | - | Dick Motta                  | [ 16 ]      |
| 1996-97           | 1996-97          | Ouest            | 11e              | Midwest          | 4e               | 24               | 58               | 29,3%            | - | Jim Cleamons                | [ 17 ]      |
| 1997-98           | 1997-98          | Ouest            | 10e              | Midwest          | 5e               | 20               | 62               | 24,4%            | - | Jim Cleamons Don Nelson     | [ 18 ]      |
| 1998-99           | 1998-99          | Ouest            | 11e              | Midwest          | 5e               | 19               | 31               | 38,0%            | - | Don Nelson                  | [ 19 ]      |
| 1999-00           | 1999-00          | Ouest            | 9e               | Midwest          | 4e               | 40               | 42               | 48,8%            | - | Don Nelson                  | [ 20 ]      |
| 2000-01           | 2000-01          | Ouest            | 5e               | Midwest          | 3e               | 53               | 29               | 64,6%            | Victoire au premier tour (Utah, 3-2) Défaite en demi-finale de conférence (San Antonio, 1-4)                                                                                                   | Don Nelson                  | [ 21 ]      |
| 2001-02           | 2001-02          | Ouest            | 4e               | Midwest          | 2e               | 57               | 25               | 69,5%            | Victoire au premier tour (Minnesota, 3-0) Défaite en demi-finale de conférence (Sacramento, 1-4)                                                                                               | Don Nelson                  | [ 22 ]      |
| 2002-03           | 2002-03          | Ouest            | 3e               | Midwest          | 2e               | 60               | 22               | 73,2%            | Victoire au premier tour (Portland, 4-3) Victoire en demi-finale de conférence (Sacramento, 4-3) Défaite en finale de conférence (San Antonio, 2-4)                                            | Don Nelson                  | [ 23 ]      |
| 2003-04           | 2003-04          | Ouest            | 5e               | Midwest          | 3e               | 52               | 30               | 63,4%            | Défaite au premier tour (Sacramento, 1-4) | Don Nelson                  | [ 24 ]      |
| 2004-05           | 2004-05          | Ouest            | 4e               | Sud-Ouest        | 2e               | 58               | 24               | 70,7%            | Victoire au premier tour (Houston, 4-3) Défaite en demi-finale de conférence (Phoenix, 2-4) | Don Nelson Avery Johnson    | [ 25 ]      |
| 2005-06           | 2005-06          | Ouest            | 4e               | Sud-Ouest        | 2e               | 60               | 22               | 73,2%            | Victoire au premier tour (Memphis, 4-0) Victoire en demi-finale de conférence (San Antonio, 4-3) Victoire en finale de conférence (Phoenix, 4-2) Défaite en finale NBA (Miami, 2-4)            | Avery Johnson               | [ 26 ]      |
| 2006-07           | 2006-07          | Ouest            | 1er              | Sud-Ouest        | 1er              | 67               | 15               | 81,7%            | Défaite au premier tour (Golden State, 2-4) | Avery Johnson               | [ 27 ]      |
| 2007-08           | 2007-08          | Ouest            | 7e               | Sud-Ouest        | 4e               | 51               | 31               | 62,2%            | Défaite au premier tour (La Nouvelle-Orléans, 1-4) | Avery Johnson               | [ 28 ]      |
| 2008-09           | 2008-09          | Ouest            | 6e               | Sud-Ouest        | 3e               | 50               | 32               | 61,0%            | Victoire au premier tour (San Antonio, 4-1) Défaite en demi-finale de conférence (Denver, 1-4)                                                                                                 | Rick Carlisle               | [ 29 ]      |
| 2009-10           | 2009-10          | Ouest            | 2e               | Sud-Ouest        | 1er              | 55               | 27               | 67,1%            | Défaite au premier tour (San Antonio, 2-4) | Rick Carlisle               | [ 30 ]      |
| 2010-11           | 2010-11          | Ouest            | 3e               | Sud-Ouest        | 2e               | 57               | 25               | 69,5%            | Victoire au premier tour (Portland, 4-2) Victoire en demi-finale de conférence (L.A. Lakers, 4-0) Victoire en finale de conférence (Oklahoma City, 4-1) Victoire en finale NBA (Miami, 4-2)    | Rick Carlisle               | [ 31 ]      |
| 2011-12           | 2011-12          | Ouest            | 7e               | Sud-Ouest        | 3e               | 36               | 30               | 54,5%            | Défaite au premier tour (Oklahoma City, 0-4) | Rick Carlisle               | [ 32 ]      |
| 2012-13           | 2012-13          | Ouest            | 10e              | Sud-Ouest        | 4e               | 41               | 41               | 50,0%            | - | Rick Carlisle               | [ 33 ]      |
| 2013-14           | 2013-14          | Ouest            | 8e               | Sud-Ouest        | 4e               | 49               | 33               | 59,8%            | Défaite au premier tour (San Antonio, 3-4) | Rick Carlisle               | [ 34 ]      |
| 2014-15           | 2014-15          | Ouest            | 7e               | Sud-Ouest        | 4e               | 50               | 32               | 61,0%            | Défaite au premier tour (Houston, 1-4) | Rick Carlisle               | [ 35 ]      |
| 2015-16           | 2015-16          | Ouest            | 6e               | Sud-Ouest        | 2e               | 42               | 40               | 51,2%            | Défaite au premier tour (Oklahoma City, 1-4) | Rick Carlisle               | [ 36 ]      |
| 2016-17           | 2016-17          | Ouest            | 11e              | Sud-Ouest        | 5e               | 33               | 49               | 40,2%            | - | Rick Carlisle               | [ 37 ]      |
| 2017-18           | 2017-18          | Ouest            | 13e              | Sud-Ouest        | 4e               | 24               | 58               | 29,3%            | - | Rick Carlisle               | [ 38 ]      |
| 2018-19           | 2018-19          | Ouest            | 14e              | Sud-Ouest        | 5e               | 33               | 49               | 40,2%            | - | Rick Carlisle               | [ 39 ]      |
| 2019-20           | 2019-20          | Ouest            | 7e               | Sud-Ouest        | 2e               | 43               | 32               | 57,3%            | Défaite au premier tour (L.A. Clippers, 2-4) | Rick Carlisle               | [ 40 ]      |
| 2020-21           | 2020-21          | Ouest            | 5e               | Sud-Ouest        | 1er              | 42               | 30               | 58,3%            | Défaite au premier tour (L.A. Clippers, 3-4) | Rick Carlisle               | [ 41 ]      |
| 2021-22           | 2021-22          | Ouest            | 4e               | Sud-Ouest        | 2e               | 52               | 30               | 63,4%            | Victoire au premier tour (Utah, 4-2) Victoire en demi-finale de conférence (Phoenix, 4-3) Défaite en finale de conférence (Golden State, 1-4)                                                  | Jason Kidd                  | [ 42 ]      |
| 2022-23           | 2022-23          | Ouest            | 11e              | Sud-Ouest        | 3e               | 38               | 44               | 46,3%            | - | Jason Kidd                  | [ 43 ]      |
| 2023-24           | 2023-24          | Ouest            | 5e               | Sud-Ouest        | 1er              | 50               | 32               | 61,0%            | Victoire au premier tour (L.A. Clippers, 4-2) Victoire en demi-finale de conférence (Oklahoma City, 4-2) Victoire en finale de conférence (Minnesota, 4-1) Défaite en finale NBA (Boston, 1-4) | Jason Kidd                  | [ 44 ]      |
| 2024-25           | 2024-25          | Ouest            | 10e              | Sud-Ouest        | 3e               | 39               | 43               | 47,6%            | - | Jason Kidd                  | [ 45 ]      |
| Saison régulière  | Saison régulière | Saison régulière | Saison régulière | Saison régulière | Saison régulière | 1 836            | 1 789            | 50,6%            | |                             |             |
| Playoffs          | Playoffs         | Playoffs         | Playoffs         | Playoffs         | Playoffs         | 118              | 131              | 47,4%            | 1 titre NBA | 1 titre NBA                 | 1 titre NBA |